# Farigliano
Farigliano (piemontiul: Farian) település Olaszországban, Piemont régióban, Cuneo megyében. Lakosainak száma 1682 fő (2023. január 1.). Farigliano Belvedere Langhe, Carrù, Dogliani, Lequio Tanaro, Clavesana és Piozzo községekkel határos.

## Népesség
A település lakossága az elmúlt években az alábbi módon változott:
| Lakosok száma | 1757 | 1758 | 1682 |
|               | 2017 | 2018 | 2023 |